# Karangpakel
Karangpakel is een bestuurslaag in het regentschap Klaten van de provincie Midden-Java, Indonesië. Karangpakel telt 4333 inwoners (volkstelling 2010).